# Valbanera (Schiff)
Die Valbanera war ein Passagierschiff der spanischen Reederei Pinillos Izquierdo y Compañía, das von 1906 bis 1919 Passagiere, Fracht und Post von Barcelona über den Atlantischen Ozean nach Puerto Rico, Kuba und verschiedenen Häfen an der Golfküste beförderte. Am 9. September 1919 geriet die Valbanera vor Havanna in den großen Florida-Keys-Hurrikan und verschwand spurlos. Erst zehn Tage später wurde das Wrack des Schiffs gefunden. Von den 488 Passagieren und Besatzungsmitgliedern fehlt bis heute jede Spur.

## Das Schiff
Die Valbanera wurde 1905 von der Pinillos Izquierdo y Compañía, einer 1884 gegründeten Dampfschifffahrtsgesellschaft mit Sitz in Barcelona, in Auftrag gegeben. Die Reederei wurde im Allgemeinen verkürzt Pinillos Line genannt und hatte sich auf den Passagierverkehr von Spanien nach Zentral- und Südamerika spezialisiert. Nachdem die Reederei ihren Liniendienst mit nur zwei Schiffen versehen hatte, sollte die Valbanera die Flotte der Pinillos Line verstärken. Der Dampfer wurde nach der italienischen Stadt Valfenera benannt, weil einer der Gründer der Pinillios Lines dort geboren worden war.
Die Valbanera wurde im Glasgower Stadtteil Scotstoun auf der Werft Charles Connell & Company gebaut und lief am 13. Oktober 1906 mit der Baunummer 309 auf dem Clyde vom Stapel. Sie war mit 5090 BRT das bis dahin größte Schiff der Pinillos Line und wurde erst 1908 von der 5574 BRT großen Barcelona übertroffen. Im November 1906 wurde der Dampfer fertiggestellt.
Sie führte vier Preisklassen: Erste Klasse, Zweite Klasse, Dritte Klasse und Zwischendeck. Insgesamt konnte das Schiff 1200 Passagiere befördern. Die Unterkünfte der Ersten Klasse waren in drei Kategorien unterteilt: Clase de Lujo (Luxusklasse), Clase Preferente (Vorzugsklasse) und Primera Clase (Erste Klasse). Bei der Clase de Lujo handelte es sich um Luxussuiten, die mit einem Schlafzimmer, einem Salon und einem eigenen Badezimmer ausgestattet waren.

## Verschwinden im Sturm
Am Sonntag, dem 10. August 1919, lief die Valbanera in Barcelona unter dem Kommando des 34-jährigen Kapitäns Ramón Martín Cordero zu einer weiteren Überfahrt nach Havanna auf Kuba mit den üblichen Zwischenstopps aus. An Bord befanden sich 1230 Menschen (1142 Passagiere und 88 Besatzungsmitglieder). Zur Ladung gehörten unter anderem Oliven, Trockenfrüchte und Wein. Am 13. August erreichte die Valbanera den Hafen von Málaga, wo die ersten Passagiere das Schiff verließen und andere an Bord kamen. Zwei Tage später traf der Dampfer in Cádiz an der andalusischen Küste ein, wo weitere Fahrgäste das Schiff verließen. Anschließend lief das Schiff die Kanarischen Inseln an. Las Palmas de Gran Canaria (Gran Canaria) wurde am 17. August und Santa Cruz de Tenerife (Teneriffa) am 18. August erreicht. Zwischen dem 19. und 21. August lag die Valbanera im Hafen von Santa Cruz de La Palma vor Anker, um weitere Vorräte für die bevorstehende Atlantiküberquerung an Bord zu nehmen. In jedem der Kanarenhäfen gingen Passagiere von Bord.
Anschließend überquerte die Valbanera den Atlantik. Am 1. September erreichte sie ihren ersten Anlaufhafen in der Karibik, Puerto Ricos Hauptstadt San Juan. Am 5. September erreichte sie Santiago de Cuba. Obwohl die meisten Passagiere für Havanna gebucht waren, entschieden sich 742 Fahrgäste, bereits dort von Bord zu gehen. Gerüchte von einem aufziehenden Sturm aus Nordwesten hatten kurz zuvor an Bord die Runde gemacht. Daher entschieden sich viele Personen aus Sicherheitsgründen für eine vorzeitige Beendigung der Fahrt. Auch das Verlieren eines Ankers soll als schlechtes Omen ausschlaggebend gewesen sein. Auf dem restlichen Weg nach Havanna waren deshalb nur noch 488 Menschen an Bord.
Am 8. September näherte sich der Dampfer seinem endgültigen Ziel, als in Havanna die ersten Ausläufer des Florida-Keys-Hurrikans Verwüstungen anrichteten. Es war einer der bis dahin stärksten gemessenen Hurrikans, der zu diesem Zeitpunkt Kategorie 4 auf der Saffir-Simpson-Hurrikan-Windskala erreichte. In den frühen Morgenstunden des 9. September erreichte die Valbanera die Hafeneinfahrt und gab dem Hafen das Signal, den Lotsen aufnehmen zu wollen, erhielt aber als Antwort, dass der Hafen geschlossen war. Die Schiffsführung der Valbanera nahm dies zur Kenntnis und signalisierte, vor dem Hafen auf das Ende des Sturms zu warten.
Als sich der Hurrikan auflöste und die Valbanera auch zwei Tage später noch nicht im Hafen von Havanna eingelaufen war, begann eine groß angelegte Suche nach dem Schiff. Der U-Boot-Jäger SC-203 der US Navy unter dem Kommando von Kapitän L. B. Roberts fand das Passagierschiff am 19. September etwa 40 Meilen vor Key West in einem von der dortigen Bevölkerung Quicksands genannten Flachwassergebiet. Die Valbanera lag in seichten Gewässern, und nur einer der Masten und zwei noch in den Davits hängende Rettungsboote an der Steuerbordseite ragten aus dem Wasser. Das Wrack lag 5 Meilen östlich des Leuchtturms Rebecca Shoal Light. Es war vollkommen unbemannt; es wurden weder Überlebende noch Leichen gefunden. Die 488 Passagiere und Besatzungsmitglieder waren spurlos verschwunden.

## Untersuchung des Wracks
Der United States 7th Naval District unter Rear Admiral Decker führte in Zusammenarbeit mit Domingo J. Milord, dem Konsul von Kuba, mehrere Tauchgänge zum Wrack durch. Bei diesen Erkundungen wurde festgestellt, dass das Schiff so gut wie intakt war und sämtliche Rettungsboote noch an Bord waren. Daher wurde die Frage aufgeworfen, wie die Passagiere und Besatzungsmitglieder entkommen konnten. Auch das Fehlen von verstreuter Ladung und Trümmern fiel auf.
Es wurden keinerlei menschliche Überreste in dem Schiff gefunden. Bis heute konnte nicht geklärt werden, was mit den Menschen auf der Valbanera passierte. Es wird gemutmaßt, dass die Leichen ins Meer getrieben oder schnell von Sand bedeckt wurden, ehe man sie finden konnte. Es gab zudem Gerüchte, dass sich Überlebende in Florida niedergelassen hätten. Es gibt allerdings Zeitungsausschnitte aus dem Jahre 1919, die davon berichten, dass die Leichen von Tauchern auf dem Grund des Meeresbodens gefunden worden sind.
Die Kurzgeschichte After The Storm (1928) von Ernest Hemingway basiert auf der Entdeckung des Wracks des spanischen Ozeandampfers.